# Városlőd
Városlőd is een plaats (község) en gemeente in het Hongaarse comitaat Veszprém. Városlőd telt 1464 inwoners (2001).